# Angelika Hellmann
Angelika Hellmann (n. 10 aprilie 1954, Halle (Saale), RDG) este o gimnastă artistică ce a reprezentat Republica Democrată Germană, medaliată olimpică. A participat la 2 ediții ale Jocurilor Olimpice (1972, 1976) în care a câștigat o medalie de argint și o medalie de bronz.